# 고마고시촌
고마고시촌(駒越村)은 아오모리현 나카쓰가루군에 설치되었던 촌이다. 현재의 히로사키시에 해당한다.

## 연혁
- 1889년 4월 1일 - 정촌제 시행에 의해 나카쓰가루군 고마코시촌, 마토촌, 류노쿠치촌, 도리이노촌, 료라이세촌, 이치마치타촌, 겐페이촌을 합병해 고마고시촌이 발족하였다.
- 1955년 3월 1일 - 나카쓰가루군 이와키촌, 오우라촌과 합병해 이와키촌으로 신설되어 소멸하였다.